# Насер ел Хелаифи
Насер ибн Ганим ел Хелаифи (арап. ناصر بن غانم الخليفي; Доха, 12. новембар 1973) познатији као Насер ел Хелаифи катарски је бизнисмен и председник beIN Media Group, Qatar Sports Investments (QSi), Пари Сен Жермена и Катарског тениског савеза (КТФ), те потпредседник Азијске тениске федерације за западну Азију (АТФ).
Насер ел Хелаифи је председник и главни извршни директор фудбалског клуба Пари Сен Жермен у Француској. Такође је члан организационог одбора ФИФА клупског светског купа.
Године 2019. изабран је од стране Европског удружења клубова као делегат у извршном одбору УЕФА. 
Године 2015, је окруњен "омиљеним председником Француске Лиге 1", а 2016. године L'Équipe га је назвао најмоћнијим човеком у француском фудбалу.

## Највећи успеси (као председник)

### ФК Пари Сен Жермен
- Првенство Француске (11) : 2012/13, 2013/14, 2014/15, 2015/16, 2017/18, 2018/19, 2019/20, 2021/22, 2022/23, 2023/24, 2024/25.
- Куп Француске (8) : 2014/15, 2015/16, 2016/17, 2017/18, 2019/20, 2020/21, 2023/24, 2024/25.
- Лига куп Француске (6) : 2013/14, 2014/15, 2015/16, 2016/17, 2017/18, 2019/20.
- Суперкуп Француске (11) : 2013, 2014, 2015, 2016, 2017, 2018, 2019, 2020, 2022, 2023, 2024.
- Лига шампиона (1) : 2024/25. (финале 2019/20.)
- УЕФА суперкуп (1) : 2025.
- Светско клупско првенство : финале 2025.

### ЖФК Пари Сен Жермен
- Првенство Француске (1) : 2020/21.
- Куп Француске (3) : 2017/18, 2021/22, 2023/24.
- Лига шампиона : финале 2014/15, 2016/17.

### РК Пари Сен Жермен
- Првенство Француске (12) : 2012/13, 2014/15, 2015/16, 2016/17, 2017/18, 2018/19, 2019/20, 2020/21, 2021/22, 2022/23, 2023/24, 2024/25.
- Куп Француске (5) : 2013/14, 2014/15, 2017/18, 2020/21, 2021/22.
- Лига куп Француске (3) : 2016/17, 2017/18, 2018/19.
- Суперкуп Француске (5) : 2014, 2015, 2016, 2019, 2023.
- Лига шампиона : финале 2016/17.